# Rasclet ventrebarrat
El rasclet ventrebarrat (Porzana fasciata) és una espècie d'ocell de la família dels ràl·lids (Rallidae) que habita aiguamolls de la zona Neotropical, al sud-est de Colòmbia, est de l'Equador i del Perú i zona limítrofa de l'Amazònia del Brasil.